# 宇山駅
宇山駅（うやまえき）は、かつて兵庫県洲本市宇山に存在した、淡路交通鉄道線の駅（廃駅）である。

## 歴史
淡路鉄道が洲本町と市村（いずれも当時）との間で開通した当初のターミナル駅で、当時は旅客設備に加え貨物設備・機関車給水給炭施設・退避側線の諸設備が備えられ、洲本駅への延伸以降も車両基地が位置する拠点駅となっていた。
- 1922年（大正11年）11月26日：淡路鉄道の開通に伴い、起点の洲本口駅（すもとぐちえき）として開業[2]。
- 1925年（大正14年）
  - 5月1日：洲本口 - 洲本間延伸開業に伴い途中駅となる[3]。
  - 7月1日：宇山駅へ改称[4]。
  - 8月2日：転車台を新設。
- 1928年（昭和3年）9月10日：機関区を木工作業場へ変更、修繕工場・鍛冶場を新設[1]。
- 1931年（昭和8年）9月10日：給水塔を木造から鉄筋コンクリート造へ改築[1]。
- 1932年（昭和9年）
  - 5月13日：木工場を移転、揮発油貯蔵庫を新設[1]。
  - 9月27日：車庫増設[1]。
- 1933年（昭和8年）9月29日：ピット増設[1]。
- 1934年（昭和10年）5月7日：自動車車庫を設置[1]。
- 1935年（昭和10年）9月30日：ピット増設[1]。
- 1936年（昭和11年）
  - 3月31日：物置・倉庫・ホーム上家新設[1]。
  - 11月20日：給水柱新設[1]。
- 1937年（昭和12年）
  - 9月30日：機関庫を撤去、宿直室・本社専用倉庫新設、車庫・木工場・火造鍛冶場をそれぞれ撤去の上で再設置[1]。
  - 11月18日：ガソリン動車給油槽・ピット新設[1]。
- 1939年（昭和14年）9月30日：ホームを13.6m延長、貨物線12m分を撤去、貯炭場を新設[1]。
- 1940年（昭和15年）3月30日：貨物線4線のうち2線を撤去[1]。
- 1943年（昭和18年）7月：社名改称に伴い淡路交通鉄道線の駅となる。
- 1966年（昭和41年）10月1日：鉄道線の廃線に伴い廃止[5]。

## 駅構造
相対式ホーム2面2線の地上駅であり、この他に車庫線が設置されていた。下り方面ホームに面して木造の駅舎があり、下加茂方には宇山車庫が設置されていた。
電化後の1949年（昭和24年）には宇山変電所が付近に設けられ、廃線まで使用された。

## 駅周辺
- 国道28号洲本バイパス（事業中）
- 兵庫県立洲本実業高等学校
  - 電子基準点
- 洲本総合庁舎
  - 淡路県民局
- 洲本市立洲浜中学校
- 洲本市立洲本第一小学校
- 淡路信用金庫本店
- 天理教洲本大教会
- 日本聖公会洲本眞光教会

## 駅跡
跡地は淡路交通の車庫（宇山車庫・宇山第2車庫）となった。2020年（令和2年）2月1日に本社運輸部・洲本営業所が旧洲本駅から旧宇山駅付近に移転している。

## 隣の駅
淡路交通
鉄道線
寺町駅 - 宇山駅 - 下加茂駅